# Echinogammarus warpachowskyi
Echinogammarus warpachowskyi är en kräftdjursart som först beskrevs av Georg Ossian Sars 1894.  Echinogammarus warpachowskyi ingår i släktet Echinogammarus, och familjen Gammaridae. Arten har ej påträffats i Sverige.